# Rally Cataluña de 1964
El Rally Cataluña de 1964, oficialmente 8.º Rally Cataluña-15.º Vuelta a Cataluña, fue la octava edición y la tercera ronda de la temporada 1964 del Campeonato de España de Rally. Fue también puntuable para los campeonatos de Francia y Cataluña. Se celebró del 6 al 7 de junio y contó con un recorrido de unos 1.200 km totales incluidas ocho pruebas de velocidad en cuesta.

## Clasificación final
| Pos. | Piloto                | Copiloto          | Automóvil               | Puntos | Tiempo | Diferencia |
| ---- | --------------------- | ----------------- | ----------------------- | ------ | ------ | ---------- |
| 1.   | Jaime Juncosa         | Salvador Cañellas | Fiat Abarth 1000 TC     | 256,04 | 4:16   | 0.0        |
| 2.   | Juan Fernández García | Pedro Fábregas    | Porsche 904 Carrera GTS | 257,66 | 4:17   | +1         |
| 3.   | «Clery»               | Salvador Camón    | BMW 700 Coupé           | 264,90 | 4:24   | +8         |
| 4.   | Jorge Palau-Ribes     | «Artemi»          | Fiat Abarth 850 TC      | 268,66 | 4:28   | +12        |
| 5.   | Marcelino Coll        | Alberto Iriarte   | Morris Cooper 1000      | 271,40 | 4:31   | +15        |
| 6.   | «Foca»                | «Squalo Nestor»   | Fiat Abarth 850 TC      | 272,21 | 4:32   | +16        |
| 7.   | Javier de Vilar       | Carlos Ponsa      | Porsche 356 Carrera     | 272,24 | 4:32   | +16        |
| 8.   | «Tuana»               | Andrés Basoli     | Mercedes 230 SL         | 277,54 | ?      |            |
| 9.   | «Cosaco Ribó»         | «Cosaco Guardia»  | Alfa Romeo Giulia S     | 278,67 | ?      |            |
| 10.  | Juan Enguix           | Miguel Soler      | Alfa Romeo Giulia TI    | 282,74 | ?      |            |